# Angeles Montolio
Ángeles Montolio (née le 6 août 1975 à Barcelone) est une joueuse de tennis espagnole, professionnelle de février 1990 à 2003.
Au cours de sa carrière, elle a remporté trois tournois WTA en simple.

## Palmarès

### Titres en simple dames
| No | Date       | Nom et lieu du tournoi    | Catégorie | Dotation  | Surface      | Finaliste          | Score         |          |
| -- | ---------- | ------------------------- | --------- | --------- | ------------ | ------------------ | ------------- | -------- |
| 1  | 09-04-2001 | Estoril Open, Estoril     | Tier IV   | 140 000 $ | Terre (ext.) | Elena Bovina       | 3-6, 6-3, 6-2 | Parcours |
| 2  | 30-04-2001 | Croatian Ladies Open, Bol | Tier III  | 170 000 $ | Terre (ext.) | Mariana Díaz-Oliva | 3-6, 6-2, 6-4 | Parcours |
| 3  | 01-04-2002 | Porto Open, Porto         | Tier IV   | 140 000 $ | Terre (ext.) | Magüi Serna        | 6-1, 2-6, 7-5 | Parcours |

### Finales en simple dames
| No | Date       | Nom et lieu du tournoi                 | Catégorie | Dotation  | Surface      | Vainqueure        | Score         |          |
| -- | ---------- | -------------------------------------- | --------- | --------- | ------------ | ----------------- | ------------- | -------- |
| 1  | 12-07-1999 | Torneo Internazionale, Palerme         | Tier IVa  | 142 500 $ | Terre (ext.) | Anastasia Myskina | 3-6, 7-6, 6-2 | Parcours |
| 2  | 21-05-2001 | Open de España Villa de Madrid, Madrid | Tier III  | 170 000 $ | Terre (ext.) | Arantxa Sánchez   | 7-5, 6-0      | Parcours |

## Parcours en Grand Chelem

### En simple dames
| Année | Open d'Australie | Open d'Australie    | Internationaux de France | Internationaux de France | Wimbledon       | Wimbledon        | US Open         | US Open             |
| ----- | ---------------- | ------------------- | ------------------------ | ------------------------ | --------------- | ---------------- | --------------- | ------------------- |
| 1994  | -                | -                   | 1er tour (1/64)          | Ann Grossman             | -               | -                | 1er tour (1/64) | Sandra Cacic        |
| 1995  | 1er tour (1/64)  | Amanda Coetzer      | -                        | -                        | -               | -                | -               | -                   |
| 1996  | -                | -                   | 1er tour (1/64)          | Kristie Boogert          | 1er tour (1/64) | Lisa Raymond     | 1er tour (1/64) | Martina Hingis      |
| 1997  | 1er tour (1/64)  | Rita Grande         | 1er tour (1/64)          | Virginia Ruano           | -               | -                | -               | -                   |
| 1999  | -                | -                   | -                        | -                        | -               | -                | 3e tour (1/16)  | Mary Pierce         |
| 2000  | 2e tour (1/32)   | Elena Dementieva    | 2e tour (1/32)           | Amélie Mauresmo          | 1er tour (1/64) | Martina Hingis   | 1er tour (1/64) | Tamarine Tanasugarn |
| 2001  | 1er tour (1/64)  | Holly Parkinson     | 2e tour (1/32)           | Francesca Schiavone      | 3e tour (1/16)  | Kim Clijsters    | 3e tour (1/16)  | Lindsay Davenport   |
| 2002  | 1er tour (1/64)  | Marlene Weingärtner | 1er tour (1/64)          | Monica Seles             | 1er tour (1/64) | Tatiana Poutchek | 1er tour (1/64) | A. Serra Zanetti    |

À droite du résultat, l’ultime adversaire.

### En double dames
| Année | Open d'Australie             | Open d'Australie     | Internationaux de France | Internationaux de France | Wimbledon | Wimbledon | US Open | US Open |
| 1997  | 2e tour (1/16) Gorrochategui | M. Hingis N. Zvereva | -                        | -                        | -         | -         | -       | -       |

Sous le résultat, la partenaire ; à droite, l’ultime équipe adverse.

## Parcours en Coupe de la Fédération
| #                                                               | Date       | Lieu      | Surface      | Gagnante(s)                     | Perdante(s)                   | Score         |          |
|                                                                 |            |           |              |                                 |                               |               |          |
| 1994 - 2e tour (groupe mondial) - Espagne - Argentine - 3 : 0   |            |           |              |                                 |                               |               |          |
| 1                                                               | 21/07/1994 | Francfort | Terre (ext.) | Angeles Montolio Virginia Ruano | Bettina Fulco Florencia Labat | 6-1, 6-4      | Parcours |
|                                                                 |            |           |              |                                 |                               |               |          |
| 1994 - 1/4 de finale (groupe mondial) - Espagne - Japon - 3 : 0 |            |           |              |                                 |                               |               |          |
| 2                                                               | 22/07/1994 | Francfort | Terre (ext.) | Angeles Montolio Virginia Ruano | Mana Endo Nana Miyagi         | 6-2, 2-6, 6-3 | Parcours |
|                                                                 |            |           |              |                                 |                               |               |          |
| 2002 - 1er tour (groupe mondial) - Espagne - Hongrie - 4 : 1    |            |           |              |                                 |                               |               |          |
| 3                                                               | 27/04/2002 | Almería   | Terre (ext.) | Zsofia Gubacsi                  | Angeles Montolio              | 6-3, 3-6, 6-2 | Parcours |

## Classements WTA en fin de saison

### En simple
| Année | 1991 | 1992 | 1993 | 1994 | 1995 | 1996 | 1997 | 1998 | 1999 | 2000 | 2001 | 2002 |
| Rang  | 675  | 394  | 302  | 105  | 174  | 110  | 261  | 277  | 60   | 60   | 23   | 133  |

Source : (en) « Classements de Angeles Montolio », sur le site officiel du WTA Tour

### En double
| Année | 1991 | 1992 | 1993 | 1994 | 1995 | 1996 | 1997 | 1998 | 1999 |
| Rang  | 753  | 572  | 353  | 380  | 290  | 142  | 271  | 527  | 527  |

Source : (en) « Classements de Angeles Montolio », sur le site officiel du WTA Tour